# Задача Региомонтана о максимизации угла
Задача Региомонтана о максимизации угла — это задача поиска экстремума, поставленная немецким математиком 15-го века Иоганном Мюллером (известен также как Региомонтан). Задача следующая:

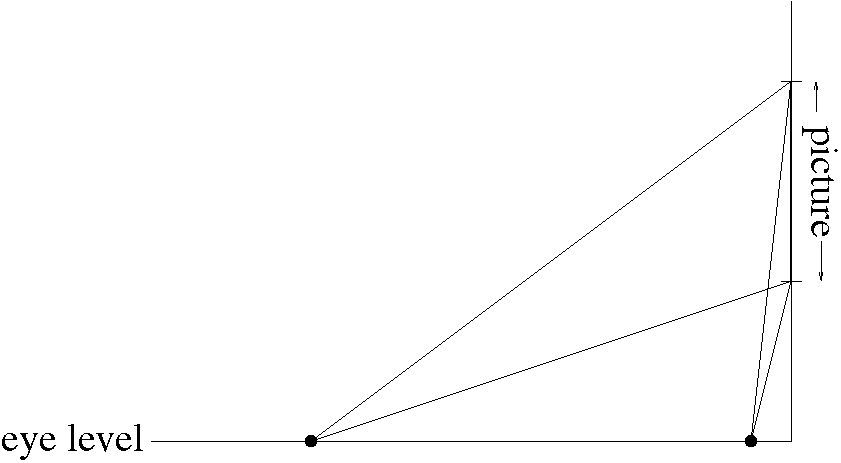
Две точки на уровне глаз отражают два возможных положения глаз наблюдателя.

На стене висит картина, заданы нижний и верхний край картины выше уровня глаз. Насколько далеко нужно стоять от стены, чтобы максимизировать угол, образованный краями картины и глазами наблюдателя?
Если наблюдатель стоит очень близко к стене или слишком далеко от неё, угол наблюдения маленький. Нужно найти точку где-то между этими крайними позициями, чтобы угол наблюдения был как можно больше.
Тот же подход применим для нахождения оптимального положения для удара по мячу в регби. Картина не обязана находиться вертикально — мы можем смотреть через окно падающей Пизанской башни или риэлтор может показывать преимущество естественного освещения наклонной крыши мансарды.

## Решение методами элементарной геометрии

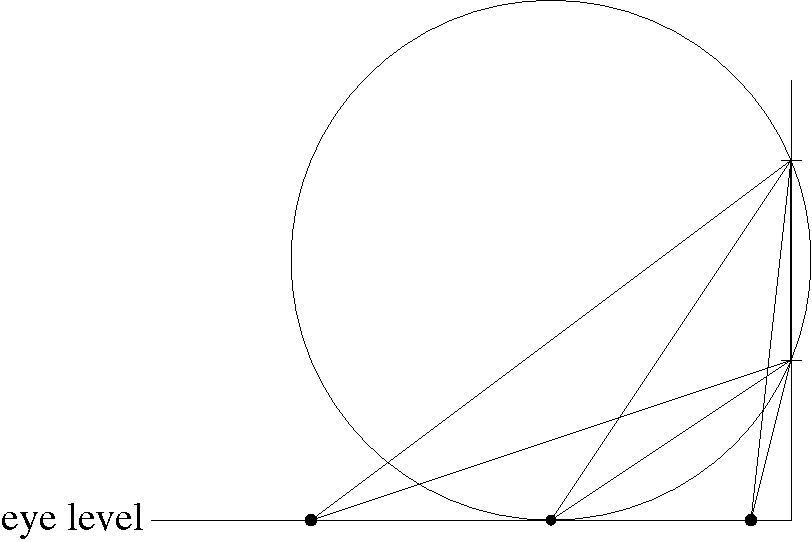

Существует единственная окружность, проходящая через верхнюю и нижнюю кромку картины и касающаяся уровня глаз. Из элементарной геометрии известно, что при движении позиции наблюдателя вдоль окружность угол осмотра будет оставаться постоянным. Все позиции на уровне глаз, за исключением точки касания окружности, лежат вне окружности, а потому угол обзора будет меньше угла в точке касания.
Согласно Евклиду (Начала III.36) или по теореме о степени точки относительно окружности, расстояние от стены до точки касания является средним геометрическим высот верхнего и нижнего краёв картины. Это означает, в свою очередь, что если отразить нижний край картины относительно уровня глаз и нарисовать окружность, в которой верхний край картины и отражённый нижний край служат крайними точками диаметра, окружность пересечёт линию уровня глаз в искомой точке (Начала II.14).

## Решение аналитическими методами
В наши дни эта задача широко известна, поскольку используется как упражнение во многих учебниках математического анализа для первых курсов (например, книга Стюарта).
Положим
a = высота до нижнего края картины от уровня глаз;
b = высота до верхнего края картины от уровня глаз;
x = расстояние наблюдателя от стены;
{\displaystyle \alpha } = угол между горизонтальным уровнем глаз и прямой, соединяющей нижний край картины с глазами наблюдателя;
{\displaystyle \beta } = угол между горизонтальным уровнем глаз и прямой, соединяющей верхний край картины с глазами наблюдателя.
Угол, который требуется максимизировать, равен {\displaystyle \beta -\alpha }. Тангенс угла возрастает с увеличением угла, потому достаточно максимизировать
{\displaystyle \tan(\beta -\alpha )={\frac {\tan \beta -\tan \alpha }{1+\tan \beta \tan \alpha }}={\frac {{\frac {b}{x}}-{\frac {a}{x}}}{1+{\frac {b}{x}}\cdot {\frac {a}{x}}}}=(b-a){\frac {x}{x^{2}+ab}}.}
Поскольку {\displaystyle b-a} является положительной константой, нам нужно лишь максимизировать функцию без этой константы. Дифференцируя, получаем
{\displaystyle {d \over dx}\left({\frac {x}{x^{2}+ab}}\right)={\frac {ab-x^{2}}{(x^{2}+ab)^{2}}}\qquad {\begin{cases}{}>0&{\text{если }}0\leqslant x<{\sqrt {ab\,{}}},\\{}=0&{\text{если }}x={\sqrt {ab\,{}}},\\{}<0&{\text{если }}x>{\sqrt {ab\,{}}}.\end{cases}}}
Таким образом, угол возрастает при увеличении x от 0 до √ab и уменьшается при росте x после √ab. Получаем, что угол максимален, когда {\displaystyle x={\sqrt {ab}}}, то есть равен среднему геометрическому {\displaystyle a} и {\displaystyle b}.

## Решение алгебраическими методами
Мы видели, что достаточно максимизировать
{\displaystyle {\frac {x}{x^{2}+ab}}.}
Это эквивалентно минимизации обратной величины:
{\displaystyle {\frac {x^{2}+ab}{x}}=x+{\frac {ab}{x}}.}
Заметим, что последнее выражение равно
{\displaystyle \left({\sqrt {x}}-{\sqrt {\frac {ab}{x}}}\,\right)^{2}+2{\sqrt {ab\,{}}}.}
Вспомним, что 
{\displaystyle (u-v)^{2}=u^{2}-2uv+v^{2}.}
Тогда мы имеем {\displaystyle u^{2}+v^{2}} и мы можем добавить {\displaystyle -2uv}, чтобы получить полный квадрат.  Мы имеем
{\displaystyle x+{\frac {ab}{x}}.}
Если мы примем x как {\displaystyle u^{2}} и {\displaystyle {\tfrac {ab}{x}}} как {\displaystyle v^{2}}, тогда {\displaystyle u={\sqrt {x}}} и {\displaystyle v={\sqrt {\tfrac {ab}{x}}}}, а потому
{\displaystyle 2uv=2{\sqrt {x}}{\sqrt {\frac {ab}{x}}}=2{\sqrt {ab\,{}}}.}
Получаем
{\displaystyle {\begin{aligned}x+{\frac {ab}{x}}&=u^{2}+v^{2}=\underbrace {\left(u^{2}-2uv+v^{2}\right)} _{\text{полный квадрат }}+2uv\\&=(u-v)^{2}+2uv=\left({\sqrt {x}}-{\sqrt {\frac {ab}{x}}}\,\right)^{2}+2{\sqrt {ab\,{}}}.\end{aligned}}}
Эта величина минимальна, когда корень равен 0, а это происходит когда {\displaystyle x={\sqrt {ab}}}.